# Drosophila imaii
Drosophila imaii är en tvåvingeart som beskrevs av Moriwaki och Toyohi Okada 1967. Drosophila imaii ingår i släktet Drosophila och familjen daggflugor.
Artens utbredningsområde är Japan.